# Zwergadler

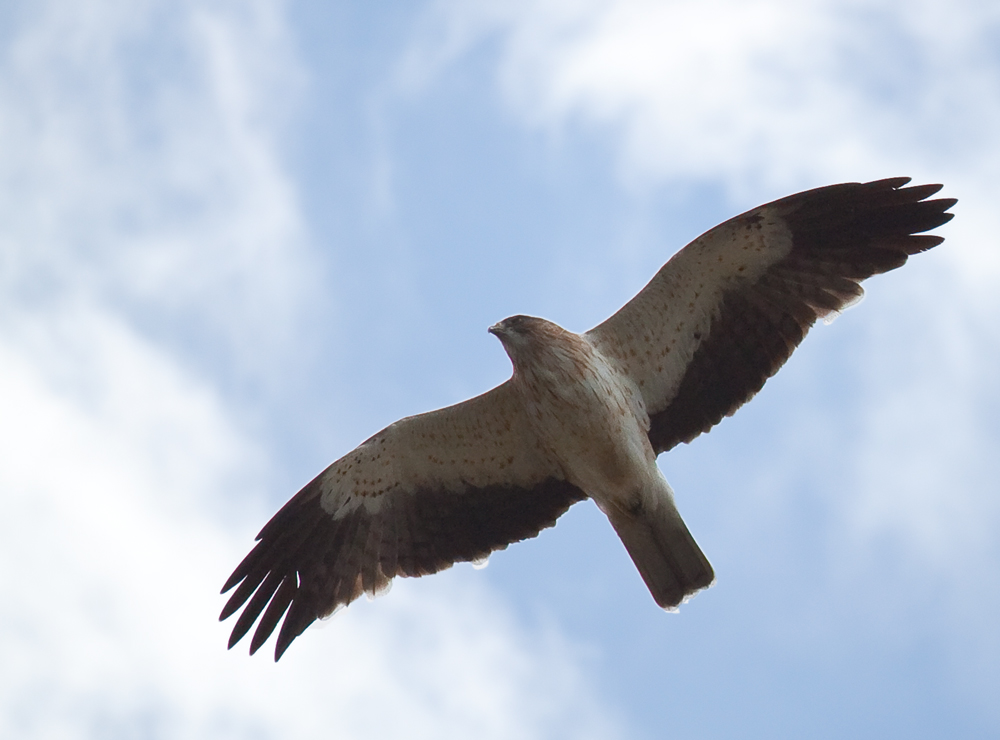
Helle Morphe des Zwergadlers (Mallorca)

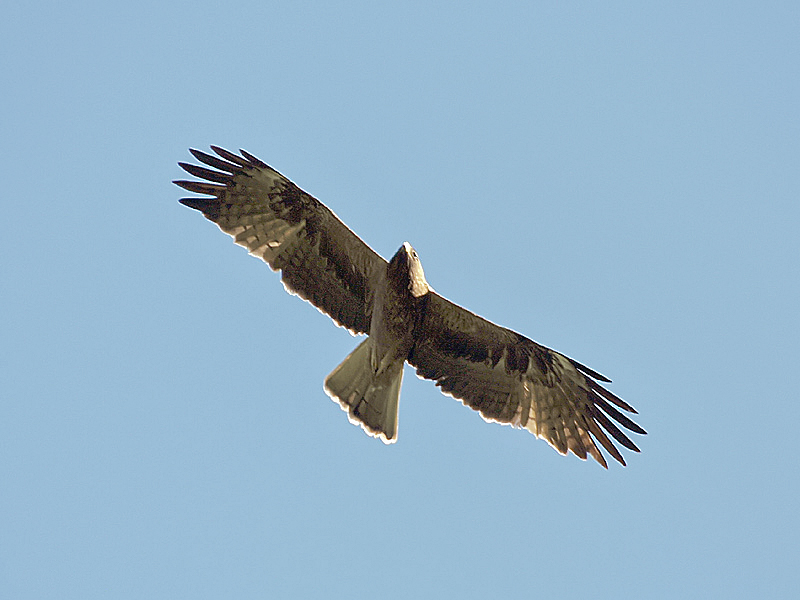
Adulter Zwergadler in Indien, dunkle Morphe

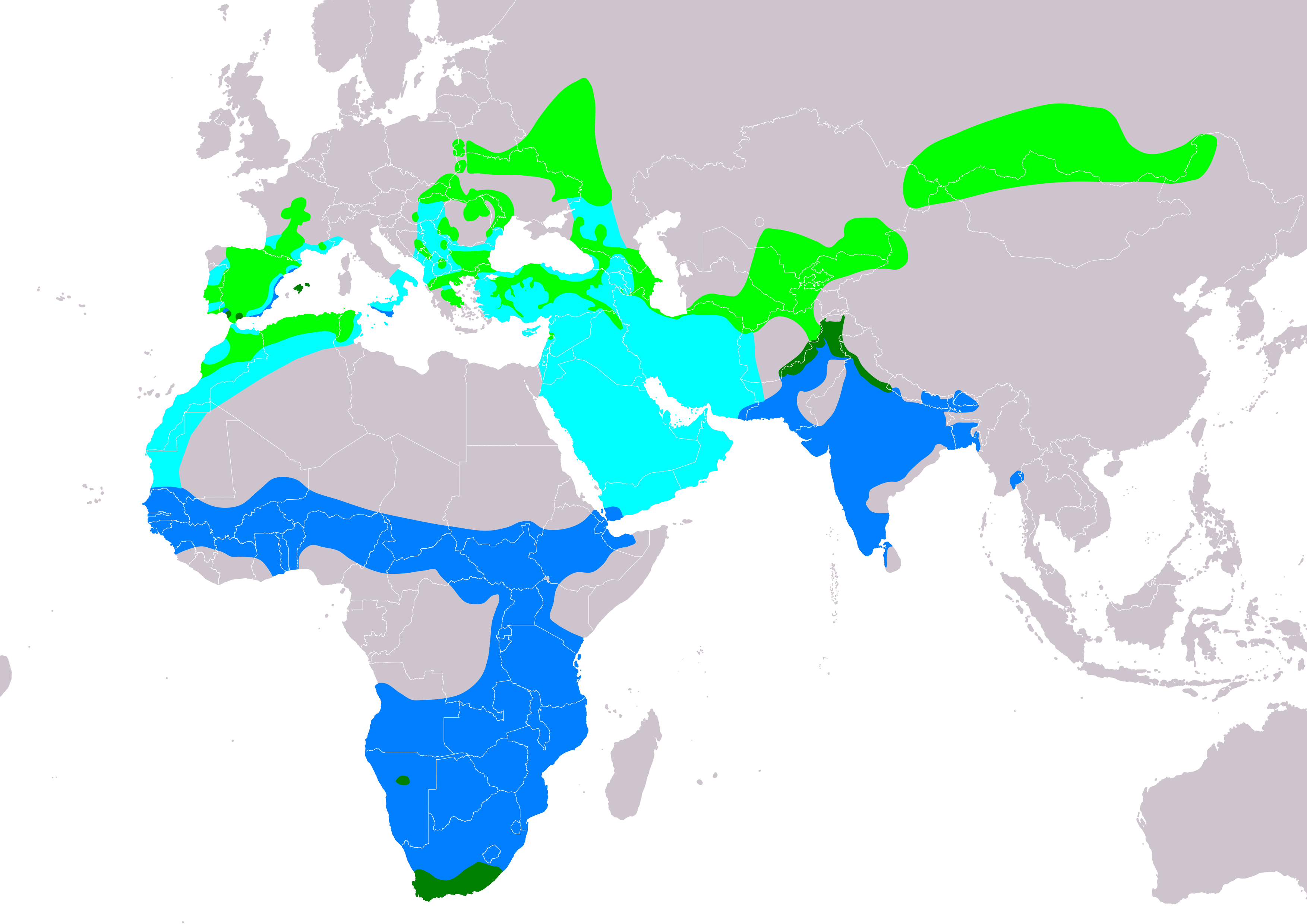
Verbreitung des Zwergadlers:
Brutgebiete
Ganzjähriges Vorkommen
Migration
Überwinterungsgebiete

Der Zwergadler (Hieraaetus pennatus, Syn.: Aquila pennata) ist ein mittelgroßer Greifvogel aus der Familie der Habichtartigen (Accipitridae). Das Artepitheton pennatus ist das lateinische Wort für befiedert und bezieht sich auf die bis zu den Zehen befiederten Beine. Daher rühren auch der englische Name (Booted Eagle), der französische (Aigle botté), die sich mit „gestiefelter Adler“ übersetzen lassen, und der spanische (águila calzada – „behoster Adler“).

## Beschreibung
Der Zwergadler erreicht eine Körperlänge von 42–50 Zentimetern, wovon 19–22 Zentimeter auf den Schwanz entfallen. Die Spannweite der Flügel beträgt etwa 113–134 Zentimeter. Das Gewicht der Männchen erreicht im Durchschnitt rund 720 Gramm, das der Weibchen rund 960 Gramm. Damit ist er etwa so groß wie der Mäusebussard, hat jedoch schlankere Flügel und einen deutlich längeren Schwanz.
Im Flug zeigt der kleinste europäische Adler seine charakteristischen Kennzeichen. Im Segelflug sind die Fingerung der sechs äußeren und die helleren drei inneren Handschwingen auffällig. Ein charakteristisches Merkmal des Zwergadlers ist seine gescheckt wirkende Oberseite. Auf der Oberseite der Flügel erstreckt sich ein breites hellbeige-braunes Band diagonal die mittleren Armdecken. Die Oberschwanzdecken und der Nacken sind hell. Die Schulterfedern sind hellbeige und weisen die Positionslichter, reinweiße vordere Schulterfedern am Ansatz der Flügel, auf. Ebenso ist der Stirnansatz an der Schnabelbasis in beiden Morphen weiß. Die Wachshaut des dunklen Schnabels sind ebenso wie die Beine gelb. Die Iris der Altvögel ist goldgelb, die der Jungvögel braun.

### Helle Morphe
Die Unterseite des Körpers und der Flügel ist gelblich-weiß und steht damit in deutlichem Kontrast zu den dunklen Schwingen. Der Kropfbereich weist dünne braune Längsstreifen auf, die Decken der Flügelunterseiten haben dunkle Flecken. Die Oberseite ist ebenso wie die der dunklen Morphe braun. Die helle Morphe ist in Westeuropa häufiger als die dunkle.

### Dunkle Morphe
Die Färbung der Unterseite ist bei der dunklen Morphe sehr variabel und reicht von schwarzbraun über braun bis hell rostbraun. Der Anteil der dunklen Morphe beträgt im europäischen Teil Russlands etwa drei Viertel.

## Verbreitung
Das Brutgebiet des Zwergadlers zieht sich vom Westen Nordafrikas über ganz Spanien und einem Streifen durch Frankreich vom Nordosten (Ardennen) bis zu den Pyrenäen im Süden. Weiterhin gibt es vereinzelte Brutvorkommen in Osteuropa, eine flächendeckende Verbreitung in Griechenland und dem Norden der Türkei sowie im Kaukasus und in einem Streifen vom Kaspischen Meer über den Westen der Mongolei bis zur sibirischen Taiga. In Deutschland wurde 1995 im Waldgebiet Hakel (Sachsen-Anhalt) der bisher einzige Brutnachweis erbracht. In Österreich ist der Zwergadler als regelmäßiger Brutvogel ausgestorben. Einzelne Brutzeitbeobachtungen aus den letzten zwanzig Jahren könnten jedoch auf vereinzelte Bruten in Ostösterreich, möglicherweise auch in Kärnten, hinweisen.
Als ausgeprägte Zugvögel ziehen die in Westeuropa beheimateten Zwergadler im September nach Afrika südlich der Sahara. Die osteuropäischen Brutvögel überwintern in Indien. In Südafrika, Namibia und dem Norden Indiens gibt es ganzjährige Vorkommen.

### Unterarten
Der Zwergadler kommt in drei Unterarten vor:
- H. p. pennatus (Gmelin, JF 1788) – die Nominatform vom Nordwesten Afrikas über Süd- und Osteuropa und Kleinasien bis in den Nordwesten Indiens und bis zum Balchaschsee
- H. p. harteri Stegmann, BK 1935 – im Süden Sibiriens, im Norden der Mongolei und in Transbaikalien
- H. p. miniscula Yosef, Verdoorn, Helbig & Seibold 2000 – in Südafrika

## Bestand
Der Bestand des Zwergadlers in der Westpaläarktis wird derzeit auf etwa 8000 Paare geschätzt. Der Großteil davon verteilt sich auf Nordwestafrika und die Iberische Halbinsel. Der Weltbestand wird auf annähernd 17000 Paare geschätzt. Genaue Angaben liegen derzeit nicht vor, da sich der Zwergadler im Brutgebiet sehr heimlich verhält und die Art oft nicht erkannt wird, vor allem in der dunklen Morphe.

## Ernährung
Seine Nahrung besteht vorwiegend aus Kleinsäugetieren (Nagetiere, Kaninchen), Vögeln und Reptilien wie Eidechsen, ebenso nimmt er auch Insekten. In Spanien sind Eidechsen, Kaninchen und Rothühner die am meisten von ihm gefangenen Beutetiere.

## Fortpflanzung

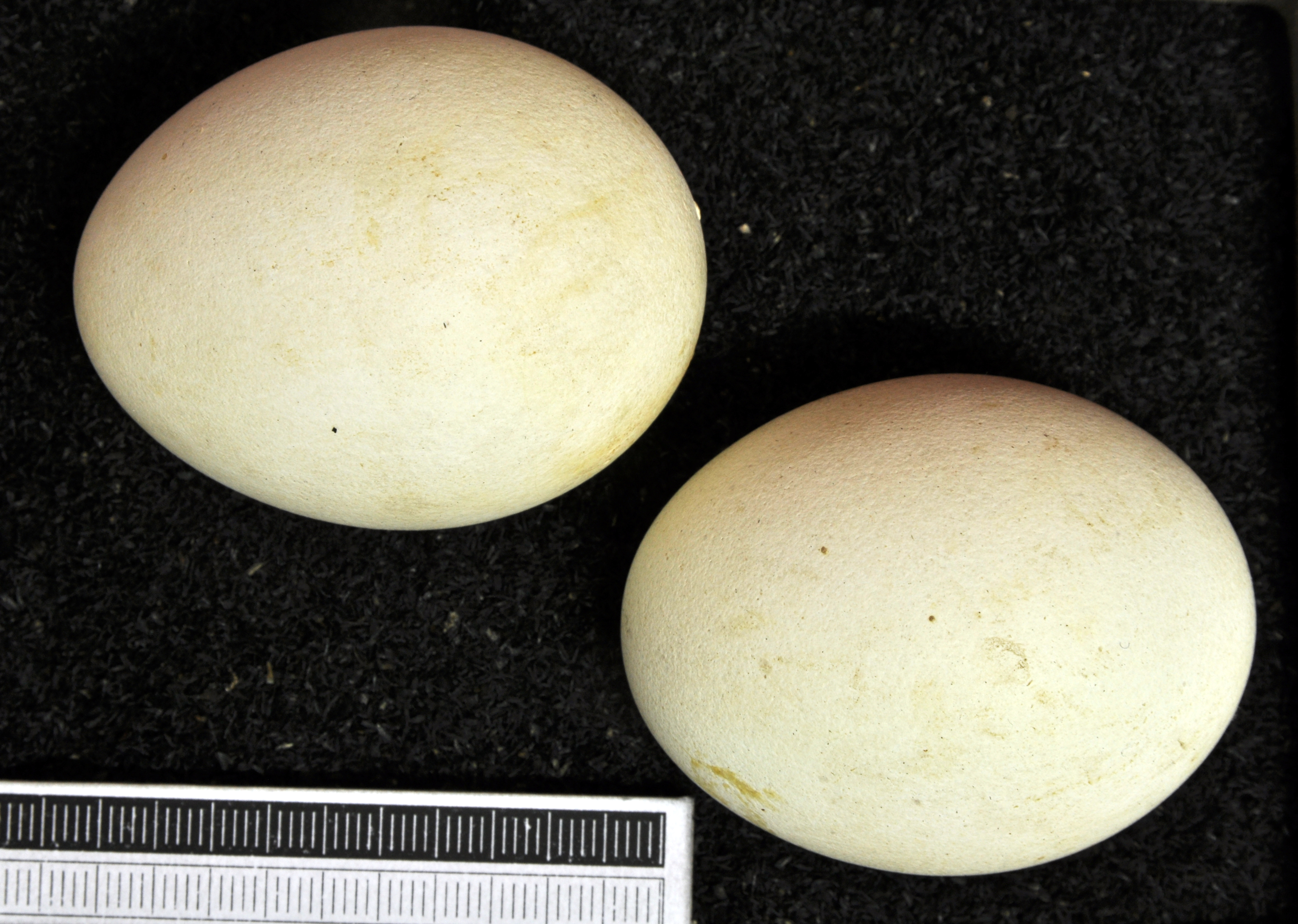
Gelege, Sammlung Museum Wiesbaden

Das Weibchen legt in der Regel zwei, selten auch nur ein Ei in den in hohe Bäume gebauten Horst.